# 必撮ビデオ!!あんたが主役
『必撮ビデオ!!あんたが主役』（ひっさつビデオあんたがしゅやく）は、1996年4月18日から1996年9月26日までテレビ朝日で放送されていた山田邦子と渡辺徹司会の投稿ビデオのバラエティ番組で『ビデオあなたが主役』の後継番組でもある。
本項では前番組『邦子と徹のあんたが主役』（くにこととおるのあんたがしゅやく、1992年10月12日 - 1996年3月11日）についても記述する。

## 番組概要
- 『邦子と徹』時代では、前半は前番組同様、投稿ビデオのコーナーを放送し、後半は兵藤ゆきのアニマルビデオコーナーや中村有志扮する逆さマンのコーナーなどがあった。尚、逆さマンの衣裳には、胴体に赤くゴシック体で「逆」の漢字を大きくあしらっていた。
- 夏場になると、心霊映像が放送される事もあった。主にBGMはブルースワットの戦闘シーンのものが使用されていた。
- 『必撮ビデオ!!』時代になるとクイズ対決方式に衣替えし、山田チームと渡辺チームで対決し投稿ビデオにまつわるクイズが放送された。また、得点数の少ないチームは罰ゲームが執行された。
- スペシャルではテレビ朝日系列の人気番組からのNGを取り上げるNG大賞コーナーがあった[注 1]。

なお『必撮ビデオ!!あんたが主役』改題時は、平日19時台番組の1時間化が進められていた時期でもあった。1996年秋の番組改編からは木曜日もその対象となり、改題・木曜19時台前半への枠移動後わずか半年で終了し『ビデオあなたが主役』から合わせて6年の歴史に幕を閉じた。これにより19時台番組が1時間枠でないのは、金曜日と土曜日となった。

## 出演者

### 司会
『邦子と徹』時代
- 山田邦子
- 渡辺徹

『必撮ビデオ』時代
- 山田邦子（解答者を兼務）
- 渡辺徹（同上）
- 寺崎貴司（テレビ朝日アナウンサー）

### レギュラー
『邦子と徹』時代
- 兵藤ゆき
- 中村有志

『必撮ビデオ』時代
- 神田うの
- 勝俣州和
- グレートチキンパワーズ
- 山崎邦正

### ナレーション
- 中江真司
- 富田耕生
- 柴田秀勝
- 平野正人
- 冬馬由美
- 八奈見乗児
- 垂木勉
- 千葉繁
- 岸野幸正
- 國府田マリ子
- 鶴ひろみ
- 難波圭一　他

### NG大賞コーナーのゲスト
| 参加番組                 | 出演者                             |
| ------------------------ | ---------------------------------- |
| やじうまワイド           | 吉澤一彦、田中滋実                 |
| 朝まで生テレビ!          | 大島渚、舛添要一                   |
| ビートたけしのTVタックル | 篠原勝之、東ちづる、田嶋陽子       |
| ステーションEYE          | 渡辺宜嗣、蓮舫                     |
| 新婚さんいらっしゃい!    | 桂三枝（現：六代目文枝）、岡本夏生 |
| さんまのナンでもダービー | B21スペシャル、ラサール石井        |
| はぐれ刑事純情派         | 藤田まこと、梅宮辰夫               |
| サンデージャングル       | 麻木久仁子                         |
| ニュースステーション     | 大石恵、坪井直樹                   |
| ミュージックステーション | タモリ、有賀さつき                 |
| 将軍の隠密!影十八        | 三田村邦彦                         |
| 探偵!ナイトスクープ      | 桂小枝                             |
| 味いちもんめ             | 辰巳琢郎、柳沢慎吾                 |

## 放送時間
いずれもJST。
- 月曜 19:30 - 20:00 （1992年10月12日 - 1996年3月11日、『邦子と徹のあんたが主役』）
- 木曜 19:00 - 19:30 （1996年4月18日 - 1996年9月26日、『必撮ビデオ!!あんたが主役』）

## 主題歌

### オープニングテーマ曲
- 時間が足りない/大事MANブラザーズバンド[注 2]
- 天体観測/モダンチョキチョキズ
- エケセテネ/モダンチョキチョキズ
- ひとひと/濱田マリ

### エンディングテーマ曲
- ちょーどいいのがNo.1/邦子&徹
- 悲しみのゴジラ/ブカブカ
- THE絶望行進曲/モダンチョキチョキズ

## "春の番組まつり" 超豪華!夢の祭典!!
1993年3月23日には、かつて放送された『オールスター番組対抗ボウリング大会』などの流れを組む番組対抗改編期特番『邦子と徹のあんたが主役 "春の番組まつり" 超豪華!夢の祭典!!』を放送。番組は当番組をベースにしているが、クイズ形式は『100万円クイズハンター』をベースにしており、出題ナレーターも『クイズハンター』の中村真子が担当、後半から『クイズハンター』の柳生博も司会に参加、またBGMは『クイズハンター』から一部流用した。

### 放送時間
- 火曜19:00 - 20:48（JST）

### ルール
- 前半戦はテレビ朝日系番組から出題、クイズは早押しクイズや筆記クイズなどがあり、正解すれば40枚のパネル（ただしオリジナル版の様なモニターではなくボード）の中からどれかをめくり、出た賞品を獲得する。なおめくるパネルは問題によって複数枚めくる事もある[注 4]。
  - 賞品は40万円の指輪を筆頭に、ホテルの宿泊券などの高級品から現金・商品券など様々であり、中にはテレビ朝日のお食事券・テレビ朝日特製タオルといったテレビ朝日グッズや、渡辺・山田のレコードとCD（1700円で一番安い）といったのもある。
- 前半戦の後半では「没収カード」がパネルに入り、運悪くこれを引くと、今まで獲得した賞品が全部没収、その賞品は最下位チームに移動させられる。
- 後半戦「ハンターチャンス」はオリジナル同様、正解すれば他チームの賞品を1個奪う事が出来る。クイズは全て早押しだが、第1問目は「合唱クイズ」で、『ララバイ刑事'93』出演者4名が別々に歌っている歌を答える（いわゆる「聖徳太子ゲーム」）、第2問目からはテレビ朝日系番組とは別内容のクイズになる。
- またオリジナル同様「ゴールデンハンマー」もあるが、前半戦には「ハンマー獲得パネル」が無いので、柳生に気に入られたチーム1組（『スーパーモーニング』）にゴールデンハンマーが与えられた。
- こうして、最終的に獲得賞品額の一番多かったチームが優勝、優勝チームはニュージーランド航空からの ニュージーランド旅行を賭けて、『クイズハンター』第4期のチャンピオンゲームに挑戦する。

### 参加番組
| 木曜ドラマ セールスレディは何を見た       | 象印クイズ ヒントでピント    | ミュージックステーション 桜っ子クラブ | はなきんデータランド | 月曜ドラマ・イン ツインズ教師 | セイシュンの食卓           | スーパーモーニング |
| ----------------------------------------- | ---------------------------- | ------------------------------------- | -------------------- | ----------------------------- | -------------------------- | ------------------ |
| 内藤剛志 岸本加世子 麻丘めぐみ 長谷川初範 | 高田純次 山下規介 麻木久仁子 | タモリ 森脇健児                       | 桂文珍               | 高嶋政宏                      | 相原勇 小柳ルミ子 大澄賢也 | 若林正人           |

- 解答席正面の「賞品額表示機」は、オリジナル版『クイズハンター』で使用されている「ソラリ―式」ではなく、7セグ式デジタル表示（赤表示）で、一番左の桁（100万の桁）には「￥」は表示されていない。従って、オリジナル版の様に「賞品額が100万円を越えると『￥』から数字に変わる」という事はない。

### 出題番組
| 番組                                          | 出演者                                             |
| --------------------------------------------- | -------------------------------------------------- |
| ビートたけしのTVタックル                      | ビートたけし、田嶋陽子                             |
| 日曜洋画劇場                                  | 淀川長治                                           |
| 巨泉の使えない英語                            | 大橋巨泉                                           |
| ドラえもん                                    | ドラえもん（声 - 大山のぶ代）                      |
| はぐれ刑事純情派（第6シリーズ）               | ぼんちおさむ、藤田まこと                           |
| 新婚さんいらっしゃい!                         | 桂三枝（現 - 六代目文枝）、岡本夏生                |
| 土曜ワイド劇場 牟田刑事官事件ファイルシリーズ | 小林桂樹                                           |
| さんまのナンでもダービー                      | 明石家さんま                                       |
| 驚きももの木20世紀                            | 三宅裕司、黒木瞳                                   |
| 象印クイズ ヒントでピント                     | 土居まさる                                         |
| 探偵!ナイトスクープ                           | トミーズ雅、上岡龍太郎、岡部まり                   |
| ララバイ刑事'93                               | 片岡鶴太郎、的場浩司、中村あずさ、松村雄基、前田吟 |

- この他、『クレヨンしんちゃん』の野原しんのすけ（声 - 矢島晶子）と野原みさえ（声 - ならはしみき）がアイキャッチなどに登場した[注 8]。
- 『ヒントでピント』は、記念すべき第1回（1979年3月4日放送）の「16分割」第1問目のVTRを放送して出題（正解は「切符の切り口」）したので、「カンニング」にはならなかった。

### 結果
番組の最終結果は次の通り。
| セールスレディ | ヒントでピント | Mステ・桜っ子 | はなきん  | ツインズ  | セイシュン | スーパー  |
| -------------- | -------------- | ------------- | --------- | --------- | ---------- | --------- |
| 384,200円      | 1,085,000円    | 1,410,000円   | 823,000円 | 819,200円 | 741,700円  | 710,000円 |

この結果、『Mステ・桜っ子』チームが優勝、そして最後のチャンピオンゲームは次の通り。
|      | グリーン | ピンク               | イエロー |
| ---- | -------- | -------------------- | -------- |
| 人形 | 日本人形 | フラダンス人形       | 海賊人形 |
| 賞品 | 国内旅行 | ニュージーランド旅行 | ハズレ   |

『Mステ・桜っ子』チームはピンクをたたき、見事 ニュージーランド旅行を獲得した。

## ネット局
系列は当時の系列。
| 放送対象地域  | 放送局           | 系列                                         | ネット形態 | 備考                                                     |
| ------------- | ---------------- | -------------------------------------------- | ---------- | -------------------------------------------------------- |
| 関東広域圏    | テレビ朝日       | テレビ朝日系列                               | 制作局     |                                                          |
| 北海道        | 北海道テレビ     | テレビ朝日系列                               | 同時ネット |                                                          |
| 青森県        | 青森朝日放送     | テレビ朝日系列                               | 同時ネット |                                                          |
| 宮城県        | 東日本放送       | テレビ朝日系列                               | 同時ネット |                                                          |
| 秋田県        | 秋田朝日放送     | テレビ朝日系列                               | 同時ネット |                                                          |
| 山形県        | 山形放送         | 日本テレビ系列 テレビ朝日系列                | 遅れネット | 1993年3月まで 金曜 19:00 - 19:30にて放送                 |
| 山形県        | 山形テレビ       | テレビ朝日系列                               | 同時ネット | 1993年4月のFNSからANNへのネットチェンジから              |
| 福島県        | 福島放送         | テレビ朝日系列                               | 同時ネット |                                                          |
| 山梨県        | 山梨放送         | 日本テレビ系列                               | 遅れネット |                                                          |
| 新潟県        | 新潟テレビ21     | テレビ朝日系列                               | 同時ネット |                                                          |
| 長野県        | 長野朝日放送     | テレビ朝日系列                               | 同時ネット |                                                          |
| 静岡県        | 静岡朝日テレビ   | テレビ朝日系列                               | 同時ネット |                                                          |
| 富山県        | 北日本放送       | 日本テレビ系列                               | 遅れネット | 1994年4月から 1994年10月までは日曜 12:30 - 13:00にて放送 |
| 石川県        | 北陸朝日放送     | テレビ朝日系列                               | 同時ネット |                                                          |
| 福井県        | 福井放送         | 日本テレビ系列 テレビ朝日系列                | 遅れネット |                                                          |
| 中京広域圏    | 名古屋テレビ     | テレビ朝日系列                               | 同時ネット |                                                          |
| 近畿広域圏    | 朝日放送         | テレビ朝日系列                               | 同時ネット | 現：朝日放送テレビ                                       |
| 島根県 鳥取県 | 山陰放送         | TBS系列                                      | 遅れネット |                                                          |
| 広島県        | 広島ホームテレビ | テレビ朝日系列                               | 同時ネット |                                                          |
| 山口県        | 山口放送         | 日本テレビ系列 テレビ朝日系列                | 遅れネット | 1993年9月まで                                            |
| 山口県        | 山口朝日放送     | テレビ朝日系列                               | 同時ネット | 1993年10月開局から                                       |
| 徳島県        | 四国放送         | 日本テレビ系列                               | 遅れネット |                                                          |
| 香川県 岡山県 | 瀬戸内海放送     | テレビ朝日系列                               | 同時ネット |                                                          |
| 愛媛県        | 南海放送         | 日本テレビ系列                               | 遅れネット | 1995年3月まで                                            |
| 愛媛県        | 愛媛朝日テレビ   | テレビ朝日系列                               | 同時ネット | 1995年4月開局から                                        |
| 高知県        | 高知放送         | 日本テレビ系列                               | 遅れネット |                                                          |
| 福岡県        | 九州朝日放送     | テレビ朝日系列                               | 同時ネット |                                                          |
| 長崎県        | 長崎文化放送     | テレビ朝日系列                               | 同時ネット |                                                          |
| 熊本県        | 熊本朝日放送     | テレビ朝日系列                               | 同時ネット |                                                          |
| 大分県        | テレビ大分       | フジテレビ系列 日本テレビ系列 テレビ朝日系列 | 遅れネット | 1993年9月まで                                            |
| 大分県        | 大分朝日放送     | テレビ朝日系列                               | 同時ネット | 1993年10月開局から                                       |
| 宮崎県        | 宮崎放送         | TBS系列                                      | 遅れネット |                                                          |
| 鹿児島県      | 鹿児島放送       | テレビ朝日系列                               | 同時ネット |                                                          |
| 沖縄県        | 琉球朝日放送     | テレビ朝日系列                               | 同時ネット | 1995年10月開局から                                       |

## スタッフ
- 構成：前田昌平、シン西川、小山薫堂、遠藤みちスケ
- 技術：樋口幸紀（テレビ朝日）
- カメラ：宮崎輝夫（テイクシステムズ）
- 音声：阿部健彦（テレビ朝日）
- 照明：高橋孝男（テレビ朝日）
- 映像：春日康志（テレビ朝日）
- 編集：鼻岡規夫（ビデオ・パック・ニッポン）
- MA：萩原佳和（ビデオ・パック・ニッポン）
- 効果：山名清久（TSP）、小沼圭（TSP）
- 美術：池上隆（テレビ朝日）
- 美術進行：金原典代（テレビ朝日クリエイト）
- 大道具：松本寿久（俳優座劇場）
- 電飾：南場謙一
- タイトル：宍戸淳一
- 美粧：高橋明美（川口カツラ店）
- ヘアメイク：岩井マミ
- スタイリスト：大塚勇造
- TK：丸山和子
- 制作デスク：荒木由美子
- 制作協力：テレビ朝日映像、テレビクリエイションジャパン
- ディレクター：大西義人（ViViA）、藤井智久（テレビ朝日）・岩路真樹（ViViA）、平出淳（ViViA）、新井隆美（tcj）
- プロデューサー：板橋順二（テレビ朝日）・曲山史夫（ViViA）、香坂裕次（tcj）
- 制作著作：テレビ朝日

## 備考
- 前番組『あなたが主役』は生放送（後に隔週生放送）だったが、本番組に変わってからは全編収録番組になった。
- 火曜19時時代から提供していた当時の日本リーバは番組移行に伴い、提供枠も移行した。
- 1996年4月 - 9月の番組末期・木曜時代には日本リーバに加え、日本ガス協会も番組提供していた。
- 北日本放送では『お笑いマンガ道場』（中京テレビ制作）の後番組扱いでネット開始された。
- 本番組終了後も関東ローカルで再放送していた。
- 1996年10月に開局した岩手朝日テレビではサービス放送期間中に最終回スペシャルのみ放送、本放送開始後には開局前の放送分も放送された。
- 本番組の司会者であった山田・渡辺はフジテレビの『いきなり!フライデーナイト』から10年半の共演となったが、2009年2月14日放送の『二人の食卓』では久々に共演を果たした。